# Kanelura
Kanelura ali kanelira (latinsk canna = cev, preko francosščine cannelure = brazdati, žlebiti) је pojem iz starogrške arhitekture in je navpičen žleb na kamnitem stebru klasičnih redov,  kot tudi na  pilastrih). Kanelure najdemo na vseh treh vrstah stebrov grških klasičnih redov; dorskem, jonskem in korintskem, kot tudi na perzijskih stebrih apadan v Perzepolisu in kasnejšem rimskem kompozitnem stebru. 
Na dorskem stebru imajo kanelure ostre robove, njihovo število se giblje od 16 - 20, zelo redko do 24.
Na jonskem stebru imajo kanelure blage robova, polkrožno vklesane, najpogosteje jih je bilo do 24,  včasih pa tudi dvakrat več. Korintski kot tudi poznejši kompozitni steber je imel iste lastnosti kot  jonski.
Kanelure so bile kiparski okrasni element, s katerim se je vizualno povečala višina in eleganca objekta.